# Elizabeth D. A. Cohen
Elizabeth D. A. Magnus Cohen (22. února 1820 New York – 28. března 1921 New Orleans) byla americká lékařka, první žena s lékařskou licencí ve státě Louisiana ve Spojených státech amerických.

## Životopis
Narodila se 22. února 1820 v Hudson Street 205 v New Yorku, Phoebe (rozené Magnus) a Davidovi Cohenovým původem z Anglie. Později se provdala za Dr. Aarona Cohena z New Yorku a měli spolu pět dětí. Po úmrtí jejího prvorozeného syna na spalničky, se rozhodla věnovat se medicíně s tvrzením, že „pro záchranu života jejího syna mělo být vykonáno více”. Proto se rozhodla, že se sama stane lékařkou a pomůže matkám udržovat malé děti v pořádku. Zpochybnila tím tehdejší židovský stereotyp, že profesionální kariéru následují pouze synové.
Po smrti syna, začala od roku 1853 studovat na Ženské lékařské fakultě v Pensylvánii, založené v roce 1850. V této době bylo jen několik málo lékařských škol, které přijímaly ženy. Cohen promovala v roce 1857 jako pátá z 36 studentek v ročníku. Její diplomová práce byla na téma „Prolapsus Uteri” (Prolaps dělohy).
Během svého života nedávala nijak na odiv, že praktikuje Judaismus, ale její víra byla jasná, jak prokázala ve svém dopisu bratrovi z roku 1902, kde uvedla: „Nejsem si jistá, co mě čeká na onom světě, takže se snažím užít si toho, co mi je zde dáno ... Snažím se ... ze všech sil, abych byla dobrá podle mých představ o dobrotě – to znamená žít ve strachu z Boha a dodržovat jeho desatero přikázání.” Když začala v roce 1887 pracovat na ošetřovně, upevnila se její oddanost Judaismu.
Po promoci v roce 1857 se přestěhovala za manželem do New Orleans. Ihned získala pozornost místní společnosti lékařů, která ji s nadšením přivítala. Dalších třicet let od roku 1857 do roku 1887, se starala o obyvatele ve francouzské čtvrti v New Orleans, což bylo období poznamenaném epidemiemi žluté horečky a pravých neštovic. Většinou ve své soukromé praxi léčila hlavně ženy a děti. Zpětně to popisovala jako „navštěvování rodin napříč generacemi”. V rozhovoru pro Times-Picayune sdělila: „Potřebovali mě, když jsem sem přišla”. I přes své úspěchy stále čelila diskriminaci, následkem čehož jí vedení města v roce 1867 uvádělo jako porodní bábu. V roce 1869 byla označena jako doctoress. Teprve až v roce 1876, konečně získala titul M.D, jako paní Elizabeth Cohen, lékařka.
V roce 1887 ukončila svou lékařskou praxi. V rozhovoru pro magazín Times-Picayune si vzpomněla, že když byla přijata jako lékařka do nemocnice v Touro na oddělení stárnoucích a nemocných, musela požádat zapisovatele, aby jí ke jménu připsal titul M.D. Během svého působeni se přihlásila jako dobrovolnice v místnosti pro šití a prádlo.
V rozhovoru v únoru 1920 na její sté narozeniny, dala jasně najevo, že ji stále zajímá současné dění. Obzvláště ji zajímal 19. pozměňovací návrh, který měl být uveden v platnost později téhož roku. Byla citována když řekla: „Jsem ráda, když vidím, že dívky dnes dostávají vzdělání”,„ Když jsem byla mladá, musela jsem za to bojovat…Také věřím v sufražetky – vše bude lepší, když budou ženy moci volit, ochránit svůj majetek a své vlastní děti. I když je mi sto let, chci volební právo pro ženy.”
Cohen zemřela v New Orleans ve státě Louisiana 28. března 1921 ve věku 101 let. Byla pohřbena na hřbitově Gates of Prayer v New Orleans a na jejím náhrobku nechybí uvedení jejího titulu doktorky medicíny. Jedna z jejích bývalých ordinací se nachází na Saint Charles Avenue 1032 v New Orleans u kruhového objezdu Lee Circle.